# Vertikalreuse

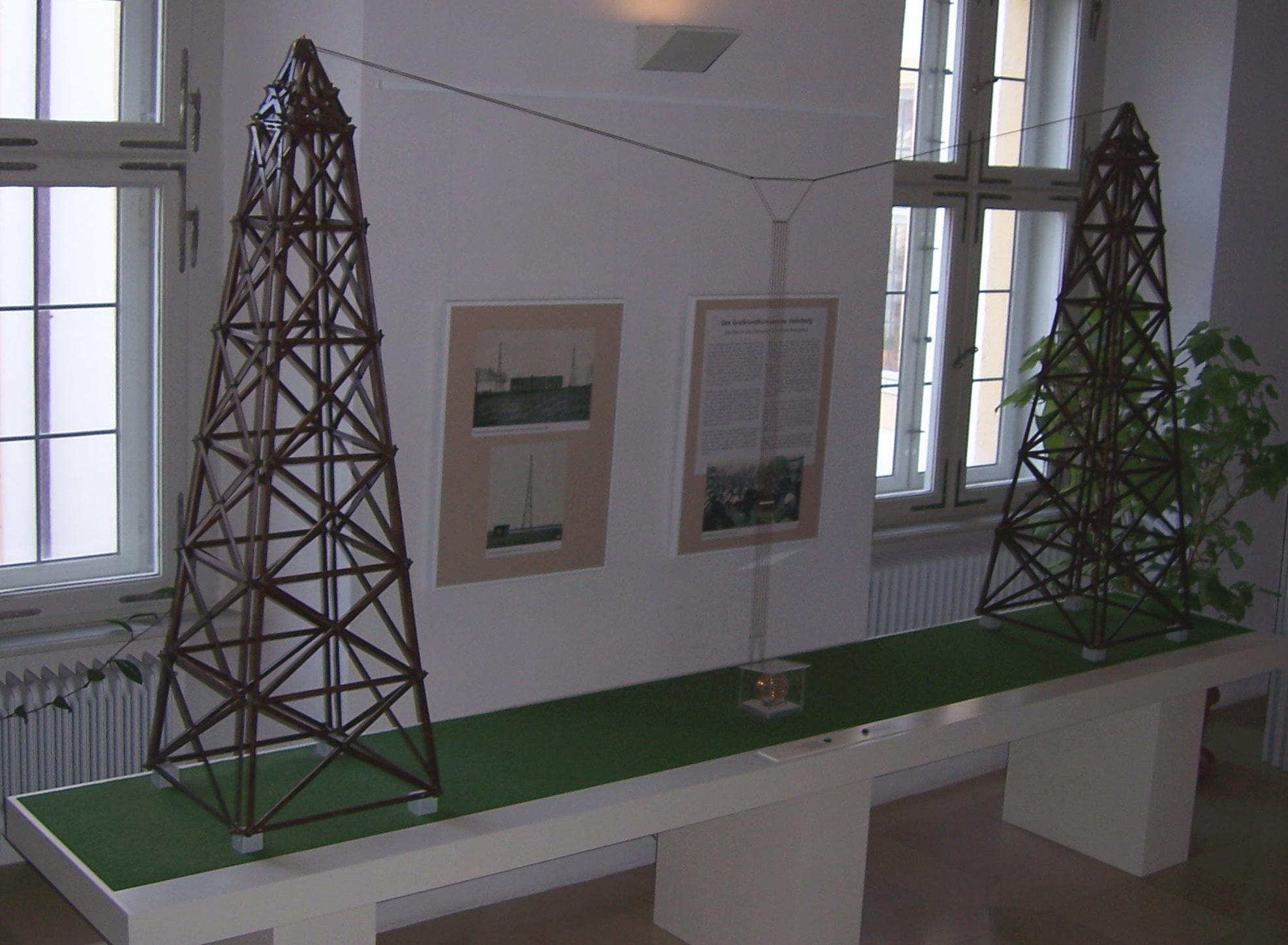
Modell des Senders Heilsberg im Kulturzentrum Ostpreußen in Ellingen

Eine Vertikalreuse ist eine Sendeantenne für Lang-, Mittel- und Kurzwelle, die aus einem abgespannten Mast oder einem freistehenden Turm besteht, der je nach Bedarf geerdet oder gegen Erde isoliert ist, und an dessen Außenseite an einem ringförmigen Spreizelement isolierte Drähte gespannt sind, die parallel zur Mast- oder Turmkonstruktion verlaufen. Diese Drähte werden mit der abzustrahlenden Hochfrequenz gespeist. 
Es gibt auch Vertikalreusen, die aus mehreren voneinander isolierten Reusensektionen bestehen. Sie ermöglichen durch Mehrfachspeisung zum Beispiel den Aufbau einer schwundmindernden Sendeantenne.